# Station Trondheim Centraal
Station Trondheim Centraal (Noors:Trondheim sentralstasjon)  is het belangrijkste spoorwegstation in de Noorse stad Trondheim. Trondheim Centraal, in Noorwegen aangeduid met Trondheim S verbindt Dovrebanen met Nordlandsbanen. Het is tevens vertrekpunt voor Meråkerbanen naar Östersund in Zweden. Het stationsgebouw dateert uit 1881 en is een ontwerp van de architect Balthazar Lange.

## Geschiedenis
Het station werd gebouwd als eindstation van Meråkerbanen, de spoorlijn naar Östersund in Zweden. In 1881 bestond er nog een personele unie tussen Noorwegen en Zweden. Het was niet het eerste station in Trondheim. In 1864 werd station Kalvskinnet geopend als eindpunt van de spoorlijn tussen Trondheim en Støren. Dat eerste station bestaat nog en doet dienst als synagoge.